# پائولو بریگویا
پائولو بریگویا (ایتالیایی: Paolo Briguglia؛ زادهٔ ۲۷ مهٔ ۱۹۷۴) یک بازیگر اهل ایتالیا است.
از فیلم‌ها یا برنامه‌های تلویزیونی که وی در آن نقش داشته‌است، می‌توان به دختر سیسیلی، باریا، با من بمان، زمین ما، بی‌خیالش، دست‌نویس شاهزاده و کاراواجو اشاره کرد.